# Confort thermique
 (septembre 2019).
Si vous disposez d'ouvrages ou d'articles de référence ou si vous connaissez des sites web de qualité traitant du thème abordé ici, merci de compléter l'article en donnant les références utiles à sa vérifiabilité et en les liant à la section « Notes et références ».

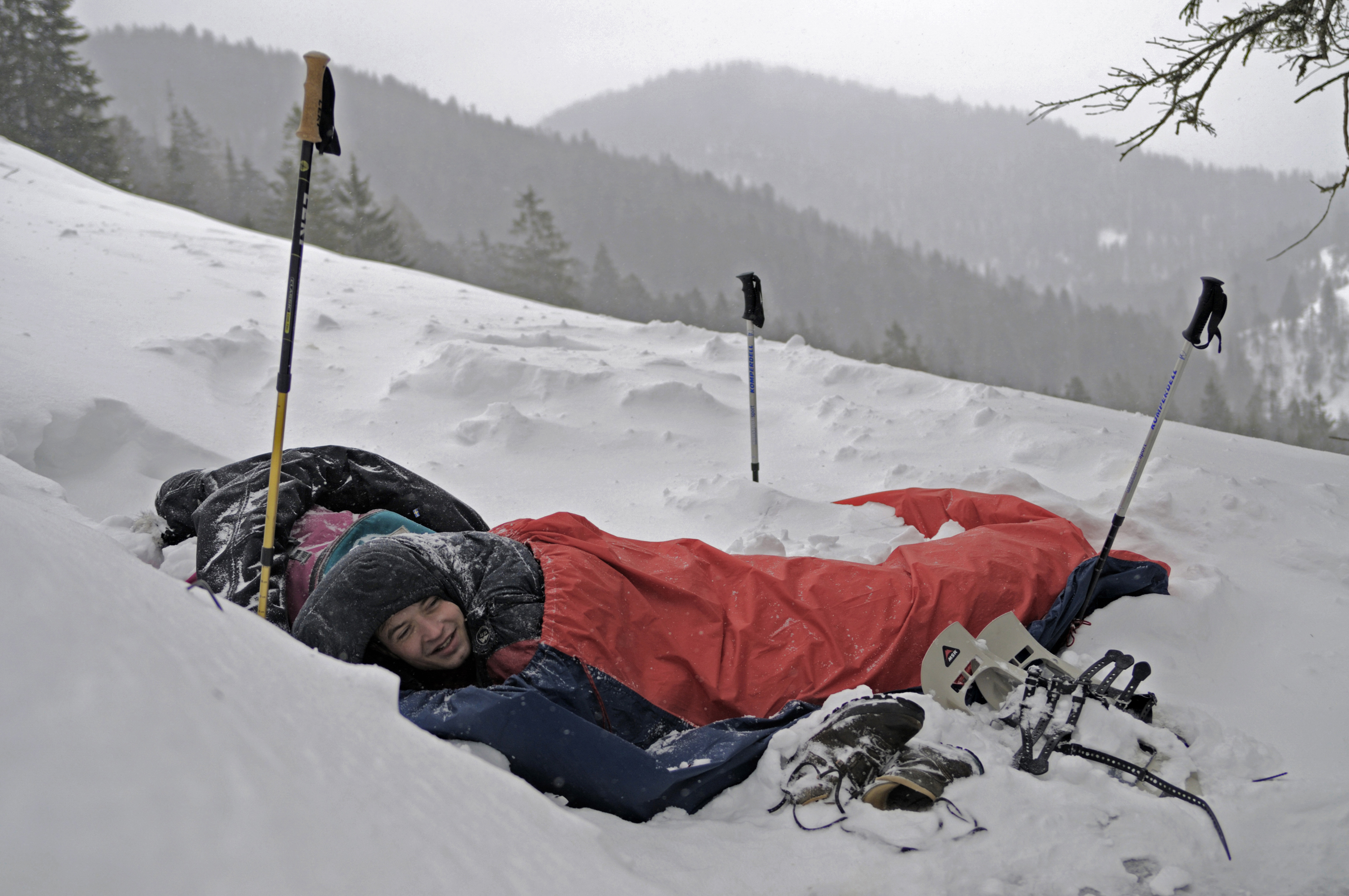
Bivouac dans un sac de couchage très isolant. Malgré le froid, le dormeur dort confortablement.

La notion de confort thermique est le plus souvent appliquée à l'être humain, bien qu'elle puisse s'appliquer à tout être vivant. En effet, la vie - et spécialement l'activité métabolique assurant les fonctions vitales - n'est possible que dans une certaine plage de température, qui varie d'une espèce à l'autre. Il existe cependant des conditions d'ambiance optimales qui seront ressenties par l'individu comme celle d'un état de confort thermique. 
Sur un plan physique, le confort thermique correspond à un état d’équilibre thermique entre le corps humain et les conditions d’ambiance. Il dépend de la sensibilité, de l’habillement, du métabolisme et de l’activité physique de chaque individu, d'une part, mais aussi de la température de l’environnement (air, parois), des mouvements d’air, et de l’humidité, d'autre part. Au-delà d'un certain niveau de déséquilibre, l'individu va ressentir de l'inconfort, notamment parce qu'il va devoir réagir pour réduire ce déséquilibre. 
Tout être vivant dégage de la chaleur, cependant certains sont capables de réguler leur température corporelle par des moyens physiologiques, les homéothermes (cas de l'être humain) et d'autres non (les hétérothermes ou poïkilothermes). Les premiers disposent donc d'une meilleure capacité de survie (capacité d'adaptation) alors que les seconds peuvent difficilement s'adapter.
Le corps d'un individu va chercher à rétablir l'équilibre par différentes réactions demandant un certain effort : des réactions comportementales et des réactions physiologiques. 
- La thermorégulation comportementale comprend le changement de posture, d'activité, de vêtement, la régulation collective (exemple du rafraîchissement des ruches, ou de l'utilisation de abris).
- La thermorégulation physiologique, accessible uniquement aux êtres homéothermes, comprend notamment frissons, transpiration, vasodilatation, vasoconstriction, etc.

L’adaptation du comportement de l’individu aux conditions d’ambiance tend donc à réduire l’inconfort, ce qui est aujourd’hui décrit par l’approche du « confort adaptatif ». 
Le confort thermique (équilibre thermique) est souvent associé au confort hydrique (équilibre hydrique) sous le terme de confort hygrothermique.
Pendant une activité sédentaire, comme un travail de bureau, les femmes sont plus confortables à une température de 25 °C,, alors que les hommes sont plus confortables à une température de 22 °C. Le confort thermique est un facteur important dans la productivité. Dans un espace de travail mixte, le thermostat devrait être à 24 °C.

## Thermorégulation physiologique
Le fonctionnement des organes et l’activité musculaire entraînent une dépense énergétique permanente, le métabolisme. Cette énergie, dégagée essentiellement sous forme de chaleur, se propage de l’intérieur vers l’extérieur de l’organisme, véhiculée par la conduction tissulaire et surtout par la convection sanguine. La répartition énergétique et les coefficients locaux d’échange de chaleur font que, globalement, le noyau central est à une température de l’ordre de 37 °C, alors que la surface périphérique (peau) est comprise entre 29-30 °C aux pieds et 34-35 °C au niveau de la tête[réf. nécessaire]. Ces températures sont susceptibles de varier, au quotidien, en réponse à des perturbations internes et externes.
Les phénomènes impliqués dans la réponse du corps face à un environnement thermique différent de sa température d'équilibre incluent principalement : d'un côté pour lutter contre le refroidissement corporel, la vasoconstriction, la chair de poule et les tremblements ; d'un autre côté pour lutter contre une surchauffe corporelle, la vasodilatation et la sueur.

## Pertes thermiques corporelles
Le confort thermique est aussi lié aux échanges de chaleur entre le corps humain et un environnement extérieur donné. Ces échanges de chaleur (mesurés en W/m²), dépendent de la température et de l'humidité relative de l'air environnant ainsi que de divers paramètres dont notamment : l'activité métabolique, les phénomènes de radiation et convection, l'intensité de la respiration, les phénomènes d'évaporation corporelles (transpiration).
Des modèles ont été développés pour traduire cette notion de confort thermique sous la forme d'un équilibre thermique, selon la formule :
S=(M-W)-(E_res+C_res+E+R+C)
où M : production de chaleur par le corps, W : travail mécanique, E_res : pertes thermiques par évaporation dues à la respiration, C_res : pertes thermique par convection dues à la respiration, E : pertes thermiques par évaporation par la peau, C : pertes thermiques par convection, R : pertes thermiques par phénomènes de radiation. Ces grandeurs sont usuellement indiquées en W/m².

## Critères fondamentaux de confort thermique
Le confort thermique s'obtient à travers deux critères fondamentaux : équilibre de chaleur et absence de source locale d'inconfort. Il est possible, expérimentalement en chambres climatiques, d'étudier en détail ces critères.

### Modèle de Fanger
Le modèle de Fanger, aussi appelé "PMV/PPD model", permet d'estimer, en fonction de différents paramètres, le pourcentage de personnes insatisfaites (PPD pour Predicted Percentage of Disatisfied) par leur environnement thermique si l'on réalise un sondage en utilisant une échelle discrète à 7 graduations (PMV scale qui s'échelonne de -3 à 3, -3 désignant le froid, 3 le chaud et 0 la neutralité thermique, avec un pas de 1 entre chaque graduation). D'après la théorie du modèle de Fanger, la valeur minimum du coefficient PPD atteignable est de 5%, correspondant à une valeur PMV 0.

Le principe de la conservation d'énergie aboutit  à l'équation de bilan thermique suivante :
H - Ed - Esw - Ere - L = R + C
Avec:
H = métabolisme (M)
Ed = pertes de chaleur par diffusion de vapeur à travers la peau
Esw = pertes de chaleur dues à la transpiration
Ere = pertes de chaleur latentes dues à la respiration
L = pertes de chaleur sèches dues à la respiration
R = pertes de chaleur par échange radiatif du corps habillé

C = pertes de chaleur par échange convectif du corps habillé
La température de confort thermique est différente suivant le métabolisme de l'individu : un métabolisme plus rapide permet de mieux supporter des températures plus faibles. Une des conséquences de ce phénomène est que la température de confort thermique est plus élevée pour les femmes, qui ont un métabolisme plus lent que celui des hommes.

### Sources d'inconfort thermique
Dans un environnement intérieur (intérieur d'une maison par exemple), on peut identifier plusieurs sources d'inconfort thermique : courants d'air (draught), asymétrie de température verticale, différence de température verticale, température du sol.
A cela doit s'ajouter la prise en compte de paramètres personnels liés à l'occupant (activité métabolique, tenue et habits, culture...).

## Mesure du confort thermique
Expérimentalement, il est possible de mesurer le confort thermique par différentes techniques, dont la plus répandue est celle des questionnaires de satisfactions aux occupants. En questionnant les occupants d'un environnement intérieur sur l'ambiance de ce milieu, leur perception du confort thermique...on peut obtenir une première estimation du degré de confort thermique.
Aussi, il est possible de mesurer la température opérative, la vitesse de l'air et l'humidité relative de l'air afin d'identifier les potentielles sources d'inconfort dans un espace et ensuite tenter d'apporter des solutions d'optimisation du confort.